# Toyota Sienna
A Toyota Sienna egy nagyméretű egyterű autó, amelyet a japán Toyota Motor Corporation gyárt 1998 óta, a Toyota Previa utódjaként. Összesen 3 generációja van. A modellt 2010-ben kivonták az Európai piacról. (Jelenleg nincs természetes utódja az autópiacon.)

## Generációi

### XL10 (1998–2002)

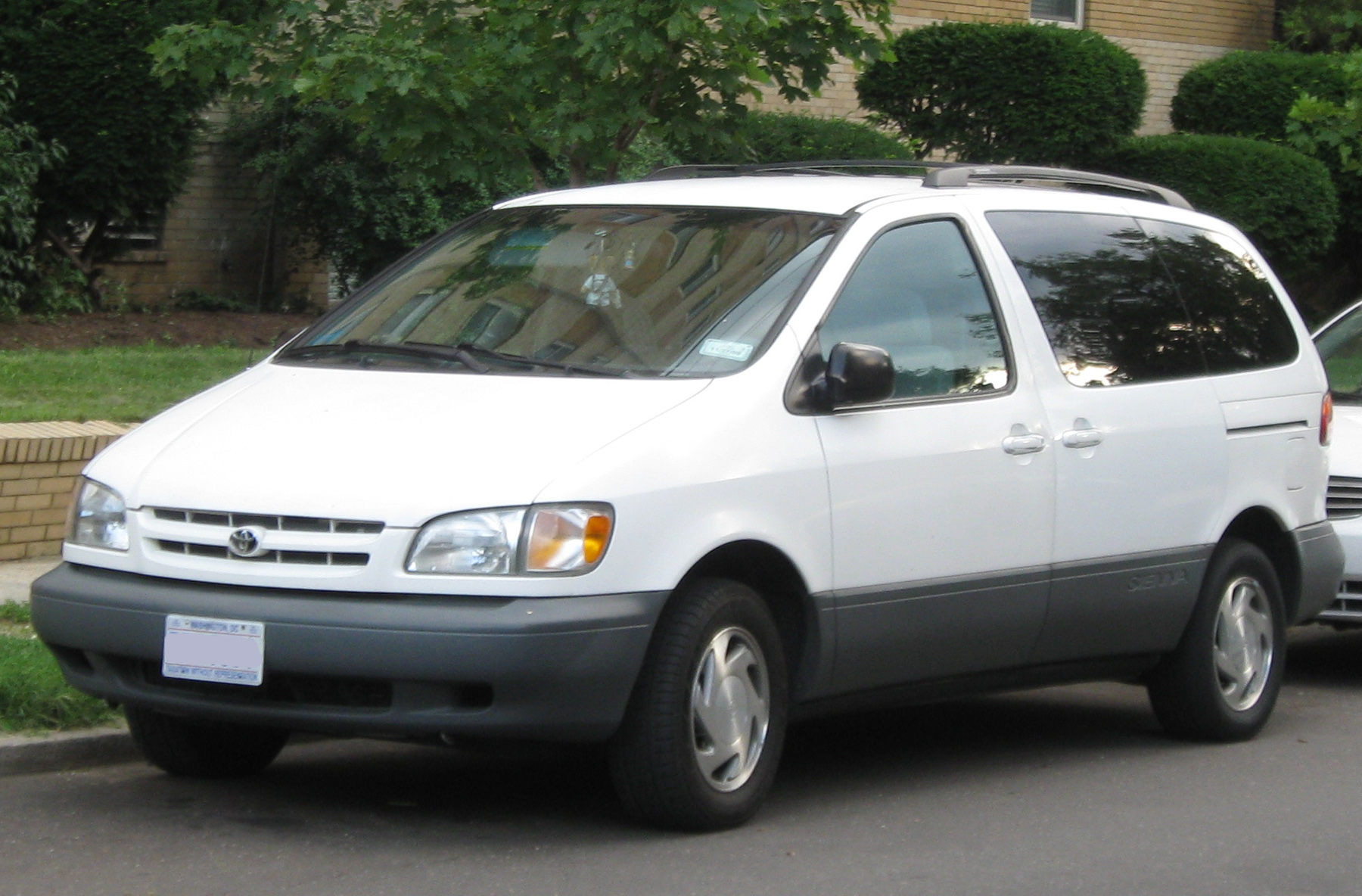
Toyota Sienna 1998–2002

Az XL10 az első generáció. A gyár 1998-tól 2002-ig készítette a modelleket.

### XL20 (2003–2010)

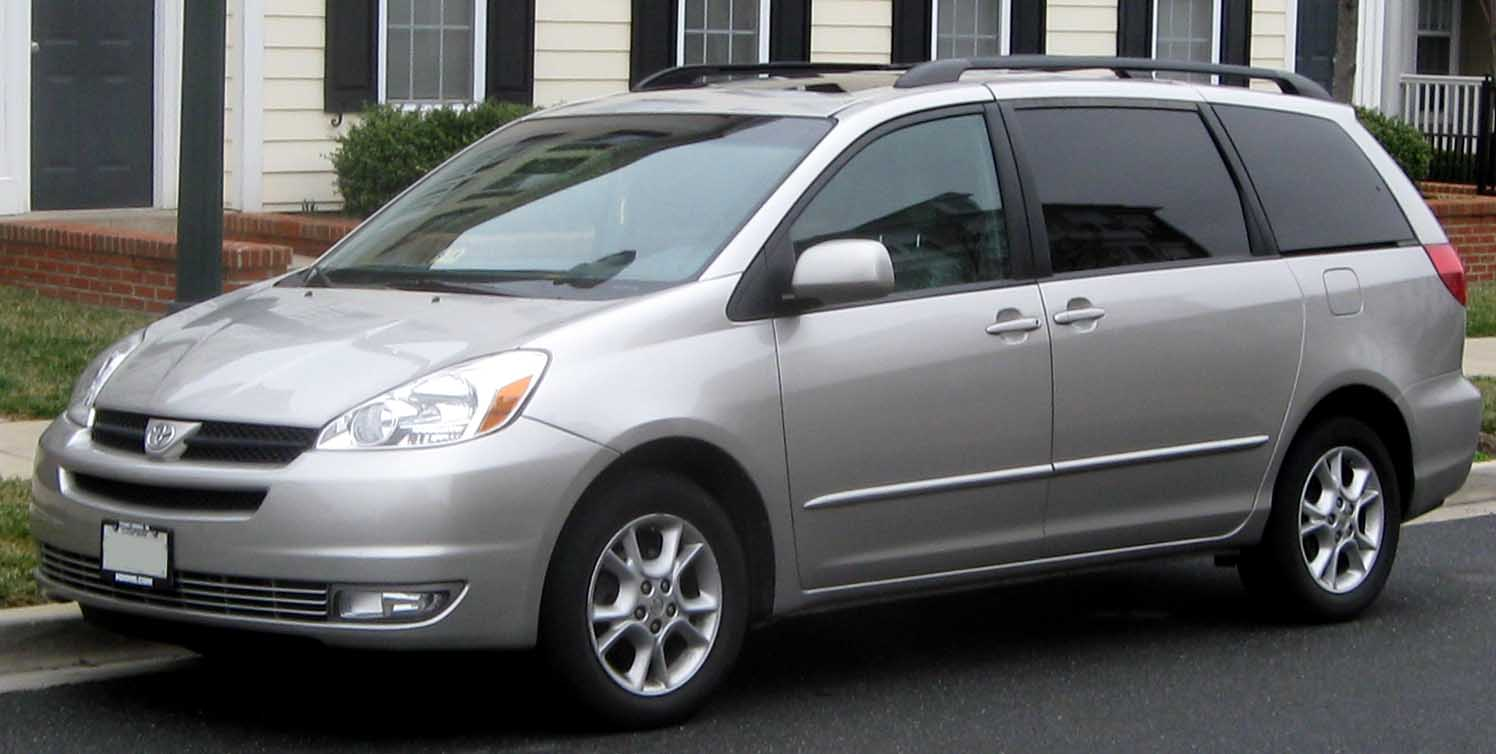
Toyota Sienna 2003–2010

Az XL20 a második generáció. A gyár 2003-tól 2010-ig készítette a modelleket.

### XL30 (2011-től)

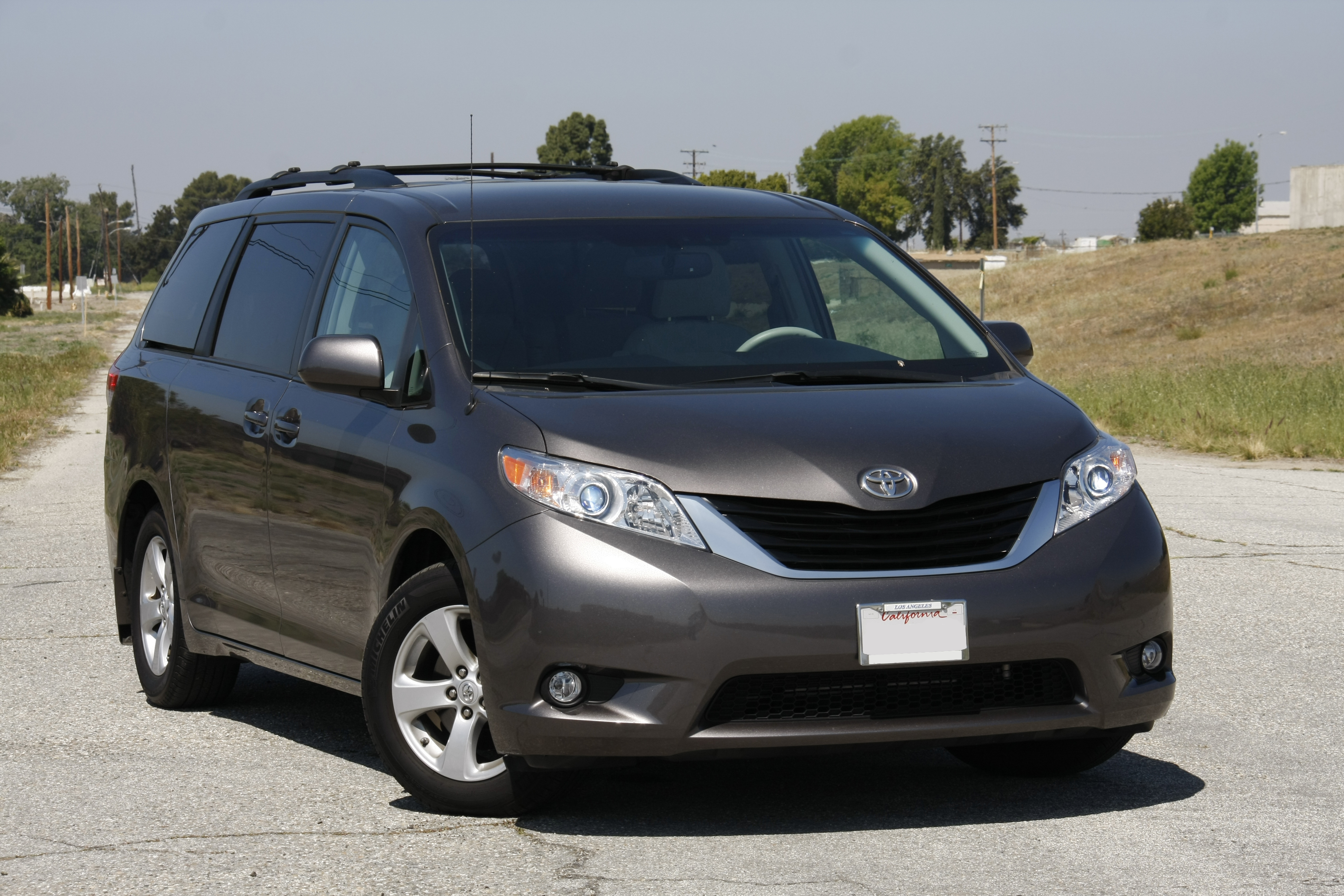
Toyota Sienna 2011-től

Az XL30 a harmadik generáció. A gyár 2011-től készíti a modelleket. 2016-ban módosították a karosszériát.

## Fordítás
- Ez a szócikk részben vagy egészben  a   Toyota Sienna című angol Wikipédia-szócikk fordításán alapul.  Az eredeti cikk szerkesztőit annak laptörténete sorolja fel. Ez a jelzés csupán a megfogalmazás eredetét és a szerzői jogokat jelzi, nem szolgál a cikkben szereplő információk forrásmegjelöléseként.